# Tosters
Tosters ist einer der sieben Ortsteile der Stadt Feldkirch (Innenstadt, Levis, Altenstadt, Gisingen, Nofels, Tosters und Tisis) in Vorarlberg.

## Geografie
Tosters wird östlich vom Blasenberg, westlich vom Schellenberg eingerahmt und öffnet sich in südlicher Richtung gegen Liechtenstein. Nach Norden bildet die Ill die Grenze zu Gisingen. Die untere Illschlucht mit der Vereinigungsbrücke im Nordosten wird vom Veitskapf auf der einen und dem Margarethenkapf auf der anderen Seite eingegrenzt.

## Geschichte
Die früheste Nennung von Tosters (Thosteres) fand man in einer Besitzurkunde des Schweizer Klosters Schänis. Vermutlich kam das Schweizer Kloster über seinen Stifter, Graf Hunfried (Hunfrid), zu den Gütern im heutigen Vorarlberg. Da dieser Hunfried zu Beginn des 9. Jahrhunderts im Auftrag von Kaiser Karl dem Großen in diese Region kam, ist anzunehmen, dass Tosters bereits während der Karolingerzeit besiedelt war. 
Der erste Siedlungsschwerpunkt befand sich jedoch nicht am Talboden, sondern nahe dem Schellenberg auf der Flur Rüti, im Gebiet der heute noch bestehenden kleinen Parzelle St. Corneli unterhalb der Tostner Burg. Tosters war lange nur ein recht kleines Dorf. 1363 sind im Güterverzeichnis der Grafen von Montfort, in dessen Besitz sich Tosters im 14. Jahrhundert befand, nur 8 Höfe aufgelistet, im Jahr 1538 15 Häuser. Selbst um 1900 zählte Tosters nur 350 Einwohner. Hauptgrund war wohl der damals in der Ebene zwischen Schellenberg und Blasenberg noch existierende Egelsee, welcher jedoch nach und nach verlandete. 
Im 19. Jahrhundert wurden u. a. vom bekannten Architekten Alois Negrelli von Moldelbe Pläne zur Trockenlegung des noch verbliebenen Sumpfes gemacht, um das Gebiet nutzbar zu machen. Erst im 20. Jahrhundert konnte dann durch die möglich gewordene Bebauung die Einwohnerzahl stärker ansteigen. 1925 erfolgte die Eingemeindung nach Feldkirch.

### Franzosenkriege (Ende 18. Jahrhundert)

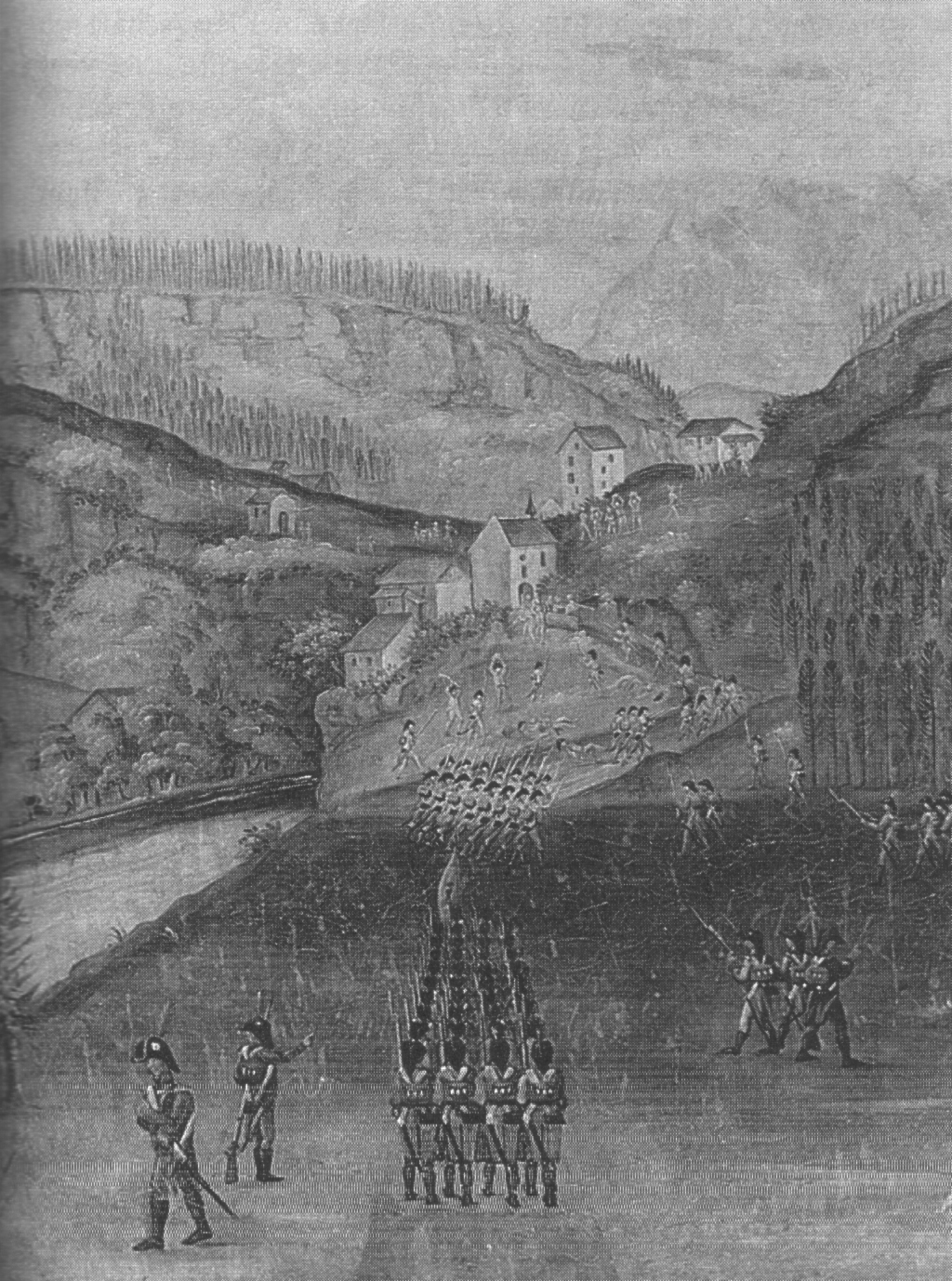
Schlacht am Margarethenkapf, 1799 (Votivbild)

Die Besetzung der Schweiz durch die Franzosen 1798 verschärfte die Lage in Vorarlberg, besonders durch die Zuwanderung vieler französischer Emigranten wie Adelige und Geistliche. Auch die militärische Bedrohung war gewachsen, da der Einfluss Frankreichs jetzt bis vor die Tore der Stadt Feldkirch reichte. Die Stadt wurde wegen ihrer strategischen Bedeutung stark befestigt und jedes Bürgerhaus musste Soldaten aufnehmen. Es kam zu zahlreichen Übergriffen der Soldaten und insbesondere auch zu Requirierungen der immer knapper werdenden Lebensmitteln.
Im März 1799 fand eine Schlacht unter dem Befehl von Josef Sigmund Nachbauer, Bernhard Riedmiller und des kroatischen Generals Jelačić statt, wobei die am linken Ill-Ufer bei Tosters gegen Feldkirch anrückenden napoleonischen Truppen unter General André Masséna besiegt und in die Schweiz (Helvetische Republik) zurückgedrängt wurden. Das Kriegsgeschehen an der unteren Ill-Schlucht bzw. am Margarethenkapf ist auf einem Votivbild dargestellt, welches sich in der alten Pfarrkirche St. Michael in Tisis befindet.

## Sehenswürdigkeiten

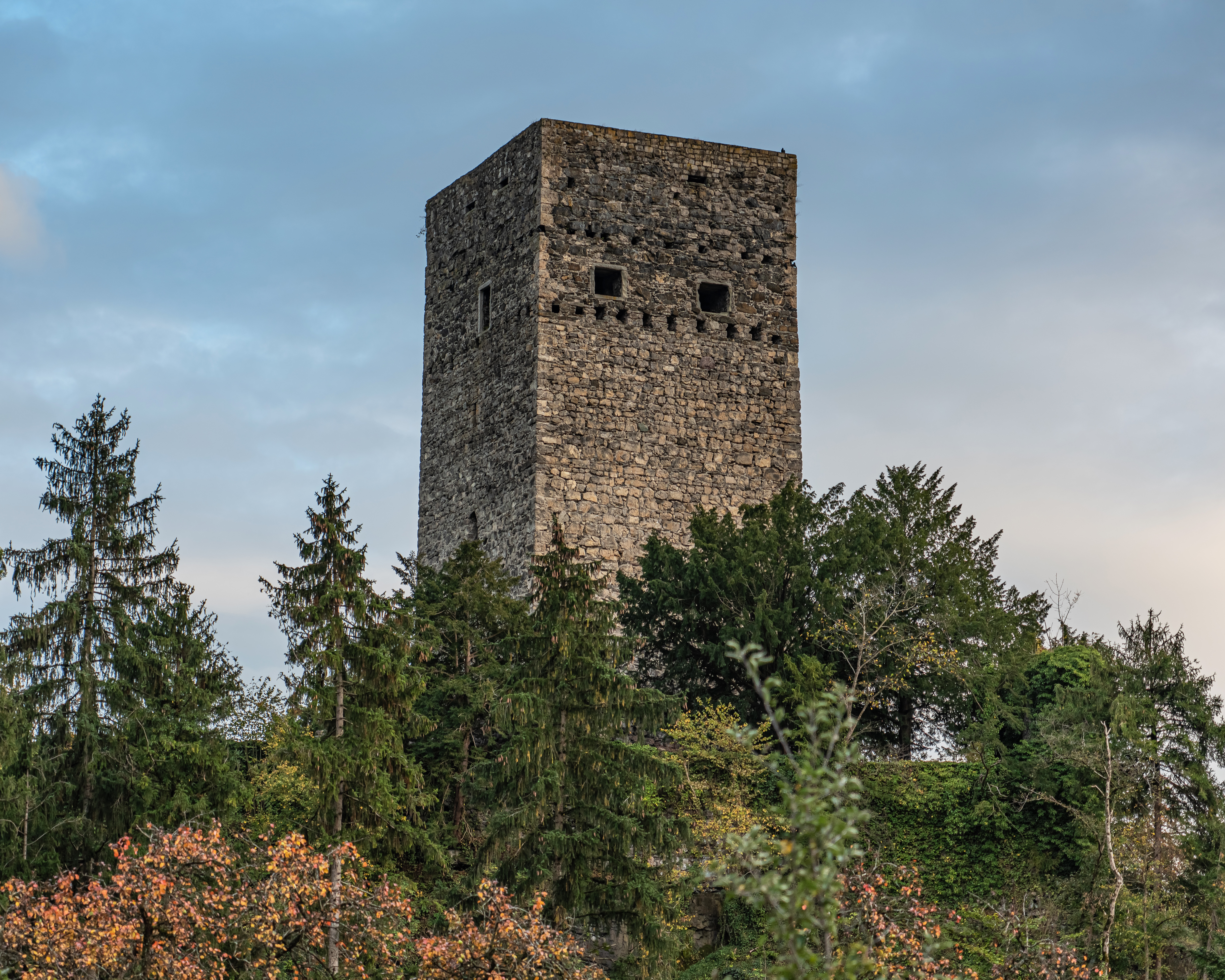
Ruine Tosters (Tostner Burg)

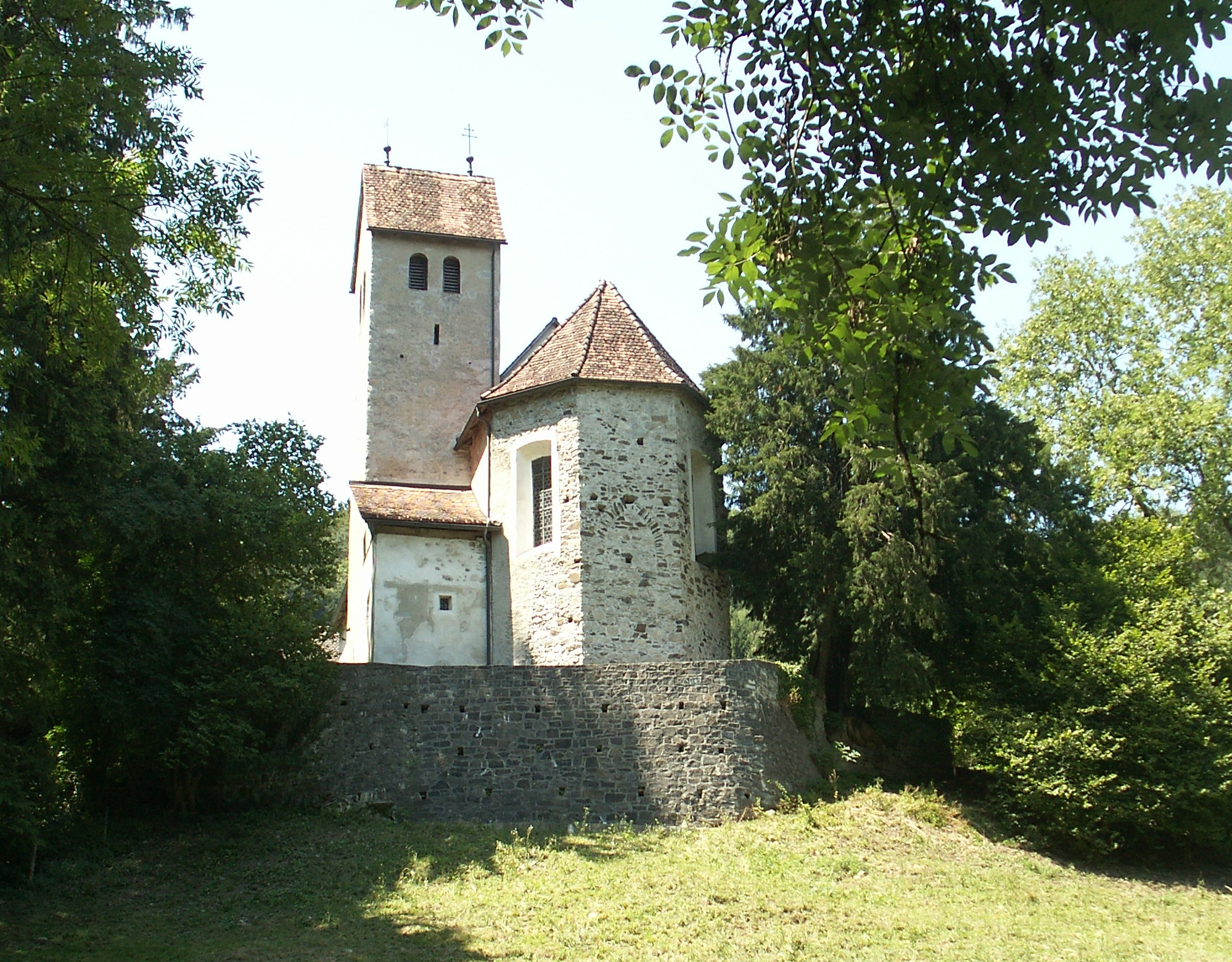
Tosters: Pfarrkirche St. Corneli

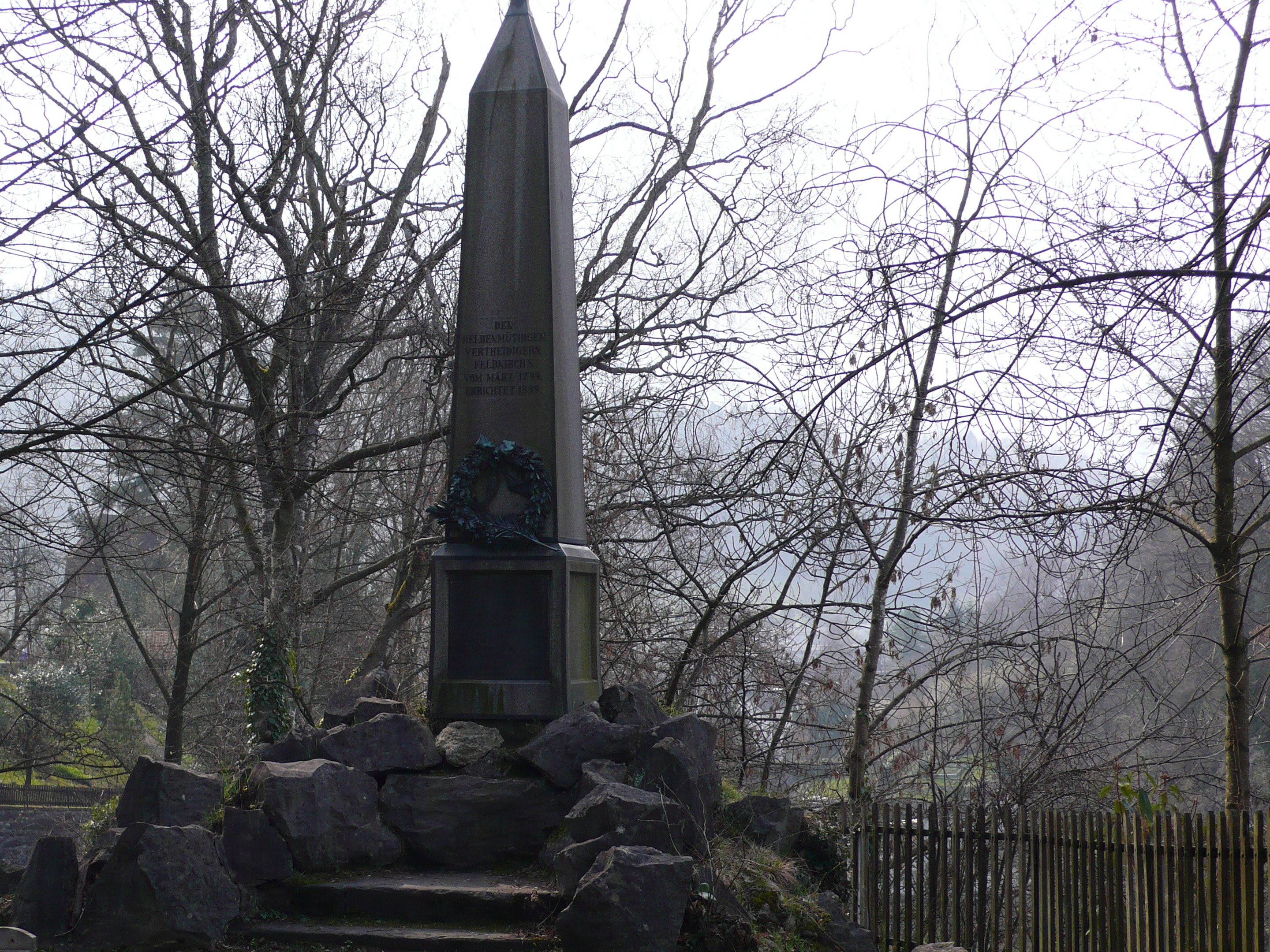
Denkmal auf dem Veitskapf

### Tostner Burg
Vom Dorfbrunnen aus erreicht man in einer Viertelstunde Fußweg über die Parzelle „auf der Platte“ die Ruine der Tostner Burg, die im Jahre 1260 erbaut wurde.

### Pfarrkirche St. Corneli
Diese alte Pfarrkirche wurde den beiden Heiligen Cornelius und Cyprian geweiht und ist heute beliebte Hochzeitskapelle. Hier steht an der Kirchhofsmauer eine Eibe, deren Alter auf über tausend Jahre geschätzt wird.
Spaziert man weiter, gelangt man schließlich auf den Schellenberg, von wo sich eine Aussicht auf das Dorf, das Rheintal und an bestimmten Tagen sogar bis zum Bodensee bietet. Oder aber man spaziert durch den Wald (über den „hangiga Stoa“) und gelangt so in die Parzelle Hub. Über das Naherholungsgebiet „Tostner Ried“ gelangt man wieder zurück ins Dorfzentrum.

### Denkmal auf dem Veitskapf
Ein Denkmal auf dem Veitskapf am rechten Illufer mit der Inschrift Den heldenmüthigen Vertheidigern Feldkirch's vom März 1799. Errichtet 1899 erinnert an die Schlacht am Margarethen- und Veitskapf 1799 gegen die Franzosen.

## Infrastruktur
Neben einer Volksschule, drei Kindergärten und zwei Kinder-Spielgruppen gibt es zwei Bankfilialen, mehrere Nahversorger und diverse andere Geschäfte, ebenso mehrere Gastwirtschaften. Außerdem gibt es eine Vielzahl von Vereinen und Institutionen.

## Sport
Die Vorarlberghalle, eine Eissporthalle und Spielstätte der VEU Feldkirch liegt in Tosters.